# Закон навесного замка

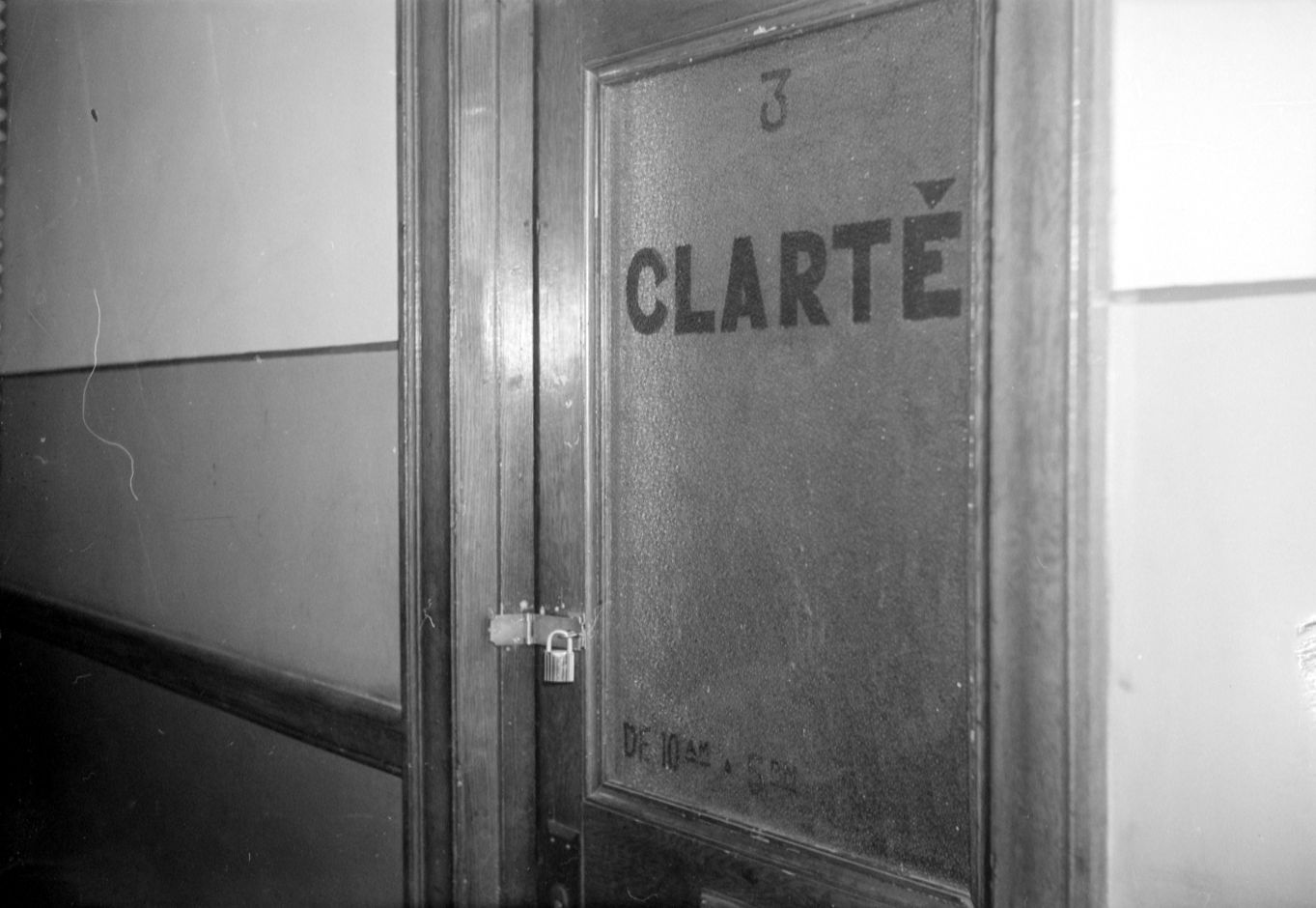
Дверь в редакцию газеты «La Clarté», еженедельной французской газеты Коммунистической партии Канады, опечатанная полицией Монреаля в 1937 году.

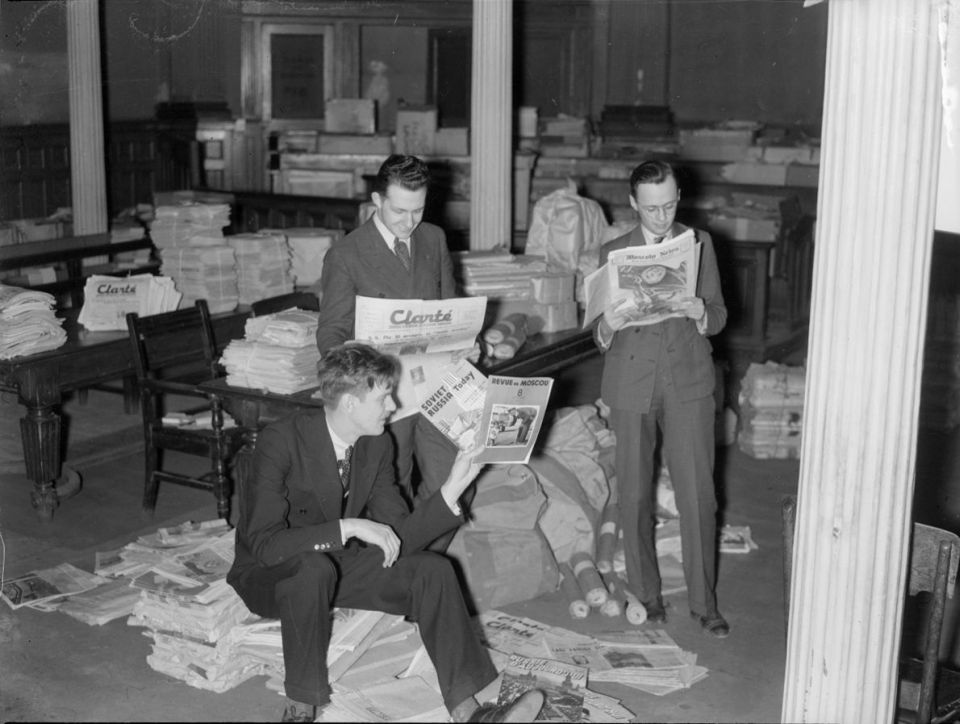
Мужчины читают конфискованную литературу в мэрии Монреаля, 1938 год.

Закон навесного замка (официально именуемый «Закон о защите провинции от коммунистической пропаганды») (фр. La loi du cadenas/«Loi protégeant la Province contre la propagande communiste», 1 Георг VI, гл. 11) — закон провинции Квебек, принятый 17 марта 1937 года правительством Мориса Дюплесси из партии Национальный союз, целью которого было предотвращение распространения коммунистической и большевистской пропаганды в провинции Канады.
Закон запрещал «использовать [дом] или позволять любому лицу использовать его для пропаганды коммунизма или большевизма любыми способами», а также печатать, публиковать или распространять «любую газету, периодическое издание, брошюру, циркуляр, документ или письмо, пропагандирующее коммунизм или большевизм». В случае нарушения закона Генеральный прокурор имел право наложить арест на такое имущество — буквально «навесить на него замок», отсюда неформальное название закона — на срок до одного года, а любое лицо, признанное виновным в причастности к запрещённому распространению массовой информации, могло быть подвергнуто лишению свободы на срок от трёх до тринадцати месяцев.
Закон был очень расплывчатым; он не определял коммунизм или большевизм каким-либо конкретным образом. Он отрицал как презумпцию невиновности, так и свободу слова граждан. Высказывались также опасения, что закон будет использоваться для ареста отдельных активистов из международных профсоюзов. В период действия закона два известных профсоюзных лидера едва избежали ареста. Сообщения о том, что закон якобы использовался против Свидетелей Иеговы, являются сомнительными: правительство Дюплесси, проводившее жёсткую прокатолическую политику, обычно использовало для этой цели муниципальные подзаконные акты, такие, как упомянутые в судебном процессе Сомюр против Города Квебек.
Федеральное правительство Канады Уильяма Лайона Макензи Кинга из Либеральной партии теоретически могло бы использовать своё право вето для аннулирования Закона замка, как это было сделано для отмены столь же спорных законов, принятых «правительством социального кредита» в провинции Альберта примерно в то же время. Однако Кинг решил не вмешиваться в дела Квебека. Наиболее вероятной причиной было то, что Кинг не хотел отталкивать от себя сельских избирателей в Квебеке, которые продолжали оказывать поддержку либералам на федеральном уровне, даже при том, что они поддерживали Национальный союз на местных выборах.
В 1957 году решением по делу Switzman v. Elbling Верховный суд Канады признал закон неконституционным, не только потому, что он нарушал конституционное право на свободу слова, но и потому, что правительства провинций не имели полномочий издавать законы в области уголовного права.